# Leoncjusz (Bartoszewicz)
Leoncjusz, imię świeckie: Lew Jurjewicz Bartoszewicz (ur. 1 września?/14 września 1914 w Petersburgu, zm. 19 sierpnia 1956 w Genewie) – biskup Rosyjskiego Kościoła Prawosławnego poza granicami Rosji.
Pochodził z rodziny inżyniera wojskowego, pułkownika armii rosyjskiej. W 1924 razem z matką emigrował do Królestwa Serbów, Chorwatów i Słoweńców. W 1932 w Belgradzie ukończył gimnazjum rosyjsko-serbskie. Kontynuował naukę w akademii muzycznej w Belgradzie oraz na wydziale teologicznym Uniwersytetu Belgradzkiego (dyplom 1938). W 1941 w monasterze Tuman złożył wieczyste śluby mnisze, przyjmując imię Leoncjusz. W tym samym roku przyjmował święcenia diakońskie i kapłańskie. Został skierowany do pracy duszpasterskiej w cerkwi Trójcy Świętej w Belgradzie.
Od 1943 służył w soborze Podwyższenia Krzyża Pańskiego w Genewie. W 1944 otrzymał godność igumena, zaś w 1945 – archimandryty. W 1950 otrzymał godność biskupa genewskiego, wikariusza eparchii zachodnioeuropejskiej Rosyjskiego Kościoła Prawosławnego poza granicami Rosji.
Zmarł w 1956 wskutek grypy. Został pochowany w soborze w Genewie.
Był bratem innego hierarchy Cerkwi zagranicznej, arcybiskupa Antoniego (Bartoszewicza).